# Плопу Амарашти (Долж)
Плопу Амарашти (рум. Plopu Amărăști) насеље је у Румунији у округу Долж у општини Фаркаш. Oпштина се налази на надморској висини од 171 m.

## Становништво
Према подацима из 2002. године у насељу је живело 124 становника, од којих су сви румунске националности.